# أليكس كارب
أليكس كارب (بالإنجليزية: Alex Karp) هو شخصية أعمال أمريكي، ولد في 2 أكتوبر 1967.